# Faro Cabo de Hornos
El Faro Isla Hornos o Faro Cabo de Hornos es el faro mas austral del mundo, un faro monumental perteneciente a la red de faros de Chile y al patrimonio nacional. Se localiza en el extremo sureste de la Isla Hornos (Chile), en el sector conocido como Punta Espolón, a una altitud de 57 m s. n. m. (metros sobre el nivel del mar). 
Inaugurado el 17 de noviembre de 1991, en su instalación fue reutilizada una torre metálica construida en 1900 por la firma Lever, Murphy & Co., de Caleta Abarca, que hasta 1987 sirvió como faro en San Antonio.
Su importancia radica en que se trata del punto más austral del archipiélago fueguino y sirve como referencia a los buques que eligen esta ruta de navegación como alternativa a la del estrecho de Magallanes. El faro consiste en una torre de hierro fundido cilíndrica, con franjas horizontales blancas y rojas. Posee una dotación permanente compuesta por personal de la Armada de Chile y una estación meteorológica. Es el faro más austral de la República de Chile y del mundo.